# 悠城早矢
悠城 早矢（ゆうき さや、1988年4月9日 - ）は、日本の元女優。所属事務所はフォスターであった。血液型はAB型。ニックネームは「まめ」。三重県出身。堀越高等学校卒業。

## 来歴・人物
2003年にバラエティ番組『冒険!CHEERS!!』でデビューする。以降女優としてドラマ・映画に数多く出演したほか、2006年3月にはテレビ東京の『Drama Factory』にて監督業にもチャレンジした。
特技は3歳からはじめた空手で、黒帯の腕前。『Sh15uya』（田﨑竜太監督）でもハードなアクションまでこなした。但し作品で求められるアクションは「ケンカ」であり格闘技ではないためフォームの矯正練習はしたとのこと。
『Sh15uya』では男役として主人公の少年ツヨシを演じた。男役について、当時の年齢でなければ演じられない役であったと述べている。

## 出演

### 映画
- 恐怖列車（2004年制作、2004年12月4日公開） - 藤巻麻子 役
- 青空のゆくえ（2005年制作、2005年9月17日公開） - 鈴木貴子 役
- アイ、マイ、ミー、マイン（2006年制作、2006年5月2日公開） - 主演・小林ふみ 役
- こわい童謡 表の章（2007年制作、2007年7月7日公開） - 真壁亜里砂 役
- ヒロイン（2007年制作、未公開） - 主演・松岡由佳 役
- 百万円と苦虫女（2008年制作、2008年7月19日公開） - 仕事場（ホームセンターのガーデニングコーナー）の新入り 役

### テレビドラマ
- ダムド・ファイル シーズンIII file no.0025 幽霊団地 西区（2004年1月30日、名古屋テレビ） - 松本瞳 役
- Sh15uya（2005年1月10日 - 3月28日、テレビ朝日） - 主演・マミヤツヨシ 役
- 世にも奇妙な物語 '05春の特別編 密告ネット（2005年4月12日、フジテレビ） - 長島双葉 役
- がんばっていきまっしょい（2005年7月-9月、関西テレビ） - 瓜生みずき 役
- ガチバカ  ROUND 01（2006年1月19日、TBS） - 宇津木実の妹・昌子 役
- ハツカレ（2006年、GyaO・ファミリー劇場） - ちゃーちゃん 役
- 土曜ドラマ マチベン 第2話（2006年4月15日、NHK） - 谷村茉衣役
- 金曜エンタテイメント こちら新宿駆けこみ寺〜泣き笑い玄さん奮闘記〜（2006年6月30日、フジテレビ） - 玄夏子 役
- ダンドリ。～Dance☆Drill～（2006年7月 - 9月、フジテレビ） - 浜田教子 役
- 愛の劇場 砂時計（2007年3月 - 6月、TBS） - 楢崎歩 役
- ナショナル劇場 水戸黄門 第37部 第20話（2007年8月20日、TBS） - お久 役
- そらぷち（2007年9月29日、北海道テレビ放送） - 西尾夏美 役
- 美容少年★セレブリティ  第1・2話（2007年10月、テレビ東京） - 仲田里美 役
- 土曜ミッドナイトドラマ コインロッカー物語 第4話（2008年3月15日、テレビ朝日） - ゆり 役
- スミレ♡16歳!!（2008年4月 - 6月、BSフジ） - 石川かおり 役

### テレビ
- 冒険!CHEERS!!（2003年、日本テレビ） - レギュラー出演
- オススメッ!（2005年7月16日、日本テレビ）

### CM
- KDDI-au 『au 家族割＋ガク割』（2004年）
- 角川書店 『夏秋』（2004年）
- NTT西日本 『Bフレッツ』（2004年）
- マルコメ（2007年）
  - 『お味噌がつくった美しさ』篇
  - 『風邪の体にお味噌はやさしい』篇
  - 『おばあちゃんのお味噌汁』篇
  - 『お味噌は、からだと生きていく。』篇

### 舞台
- I2（アイツー）8月の桜の下で…（2003年）

### その他の映像作品
- こいばな〜学校の階段2〜（2005年） - ハルナ 役
- ハツカレ（2006年、ネットシネマ・ファミリー劇場） - ちゃーちゃん 役
- 清く恋しく、美しく（2007年7月 - ） - 風間冬香 役
- 100シーンの恋「告白キス」～スタイリスト編～（2008年、ケータイ恋愛ドラマ） - 碧 役

## 作品

### DVD
- 早矢 meets SAYA（2006年8月30日発売、エイベックス・マーケティング）